# Station Nebanice
Station Nebanice is een spoorwegstation in de Tsjechische gemeente Nebanice. Het station ligt aan spoorlijn 140, tussen de steden Cheb en Sokolov. Het station wordt beheerd door de nationale spoorwegonderneming České dráhy in samenwerking met de Staatsorganisatie voor spoorweginfrastructuur (SŽDC). Bij het station vindt geen verkoop van treinkaartjes plaats, tickets dienen in de trein aangeschaft te worden.
Chomutov ↔ Málkov ↔ Kadaň-Prunéřov ↔ Klášterec nad Ohří ↔ Kotvina ↔ Perštejn ↔ Boč ↔ Stráž nad Ohří ↔ Vojkovice nad Ohří ↔ Ostrov nad Ohří ↔ Hájek ↔ Dalovice ↔ Karlovy Vary ↔ Karlovy Vary-Dvory ↔ Chodov ↔ Nové Sedlo u Lokte ↔ Královské Poříčí ↔ Sokolov ↔ Citice ↔ Hlavno ↔ Dasnice ↔ Kynšperk nad Ohří ↔ Nebanice ↔ Tršnice ↔ Cheb